# Socialisation

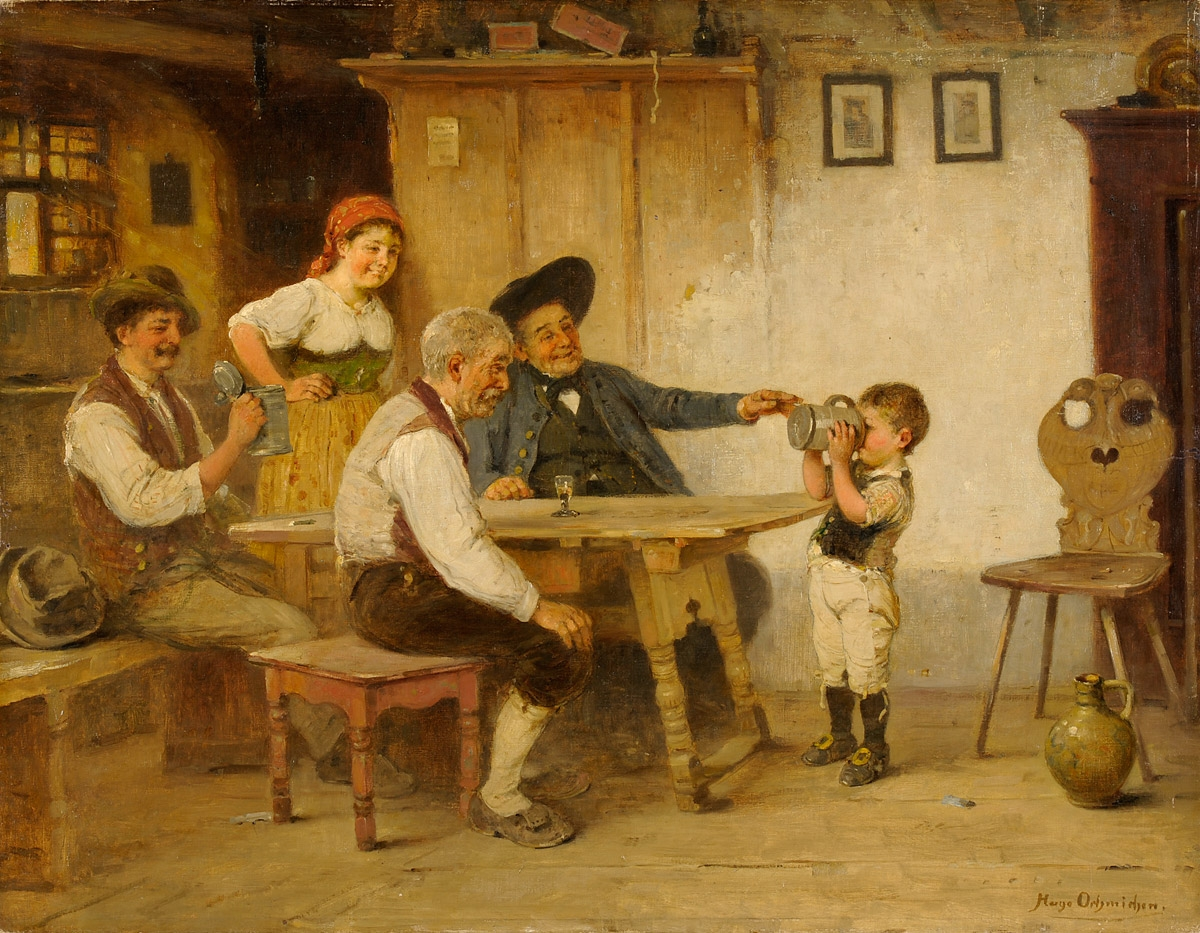
L'imitation des adultes et les rétroactions de ceux-ci comptent parmi les processus majeurs de la socialisation de l'enfant.

La socialisation désigne « l’ensemble des processus par lesquels l’individu est construit  par la société globale et locale dans laquelle il vit, processus au cours desquels l’individu acquiert des façons de faire, de penser et d’être qui sont situées socialement. »
Elle résulte de contraintes imposées par certains agents sociaux, mais aussi du développement de comportements prosociaux et d'interactions entre les individus et leur environnement physique et socioculturel. Elle favorise la reproduction sociale, mais n'interdit pas absolument le changement social.
La socialisation est un concept central en sociologie, qui a connu des approches variées depuis les travaux fondateurs d'Émile Durkheim. La plupart des auteurs acceptent la distinction classique entre socialisation primaire, durant l'enfance et l'adolescence, et socialisation secondaire, poursuite du processus à l'âge adulte dans d'autres environnements sociaux, notamment le monde du travail.

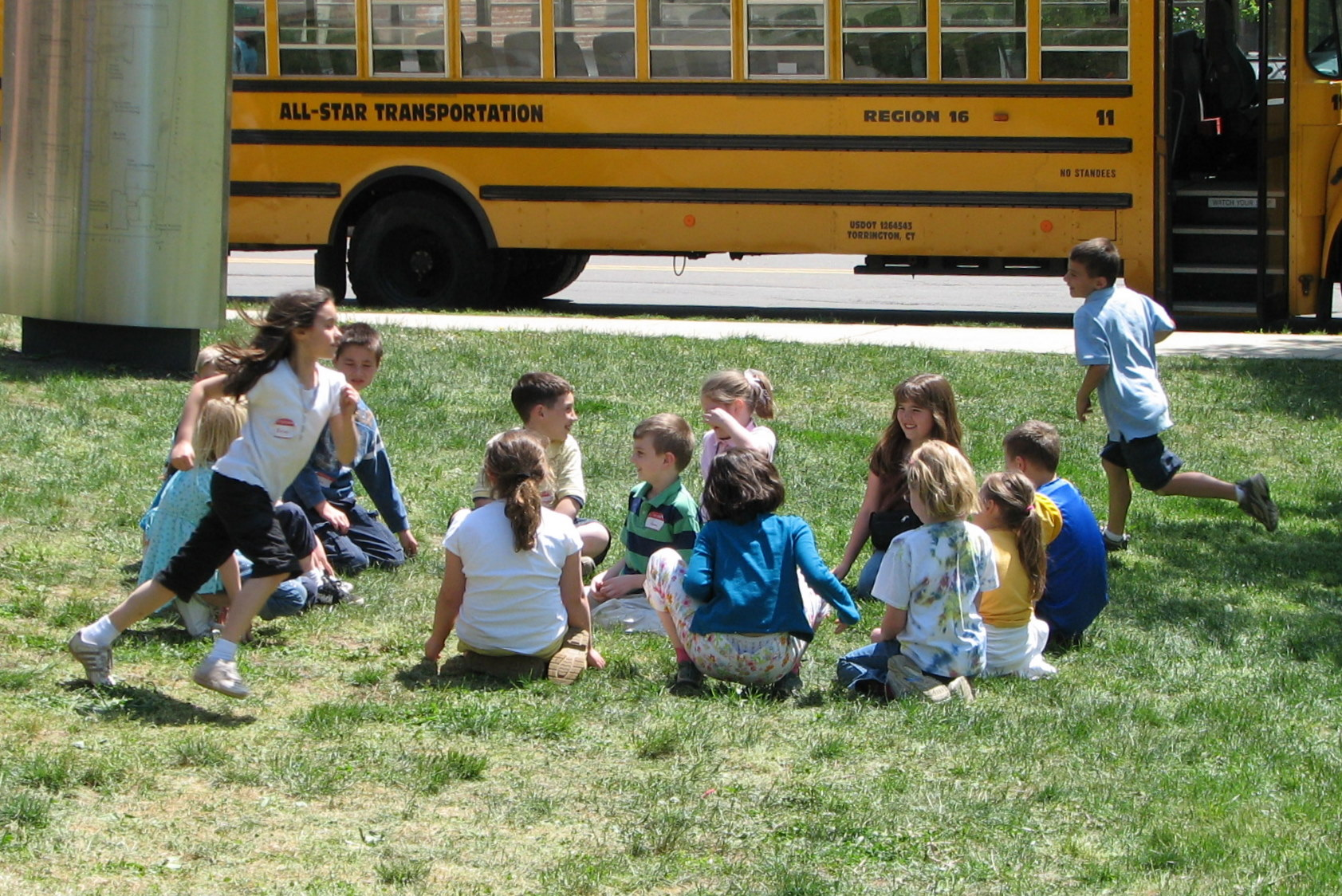
Le jeu collectif, éventuellement collaboratif, contribue à la socialisation.

Toutefois, la socialisation n'est jamais achevée et chaque nouveau rôle ou statut auquel un individu est socialisé au cours de sa vie est susceptible de remettre en question ou de transformer ses acquis antérieurs.

## Processus de socialisation
Il débute dès la naissance et se déroule généralement dans la société à laquelle appartient l'enfant, mais il se poursuit tout au long de la vie pour s'achever à la mort.
Les sociologues distinguent deux grandes phases de socialisation :
- primaire, de la naissance à la fin de l'adolescence, qui façonne durablement la personnalité des individus et où l'enfant acquiert des normes et des valeurs ; elle est assurée par le groupe primaire de l'individu (sa famille ou éventuellement ceux qui la remplacent, l'école, le groupe), pendant sa prime enfance ;
- secondaire, qui entraîne une reconstruction de l'identité individuelle, durant l'âge adulte et jusqu'à la mort.

### Des instances multiples
Plusieurs agents (ou instances) interviennent aux différentes étapes de ces processus. La famille est sans doute l'instance de socialisation la plus déterminante, puisqu'elle est chronologiquement la première. Elle perd cependant le monopole de son influence sur l'enfant au-delà de la prime enfance. L'école, les activités périscolaires de loisir, les groupes de pairs (amis), les organisations professionnelles (entreprises, syndicats), les lieux religieux, les associations, les médias contribuent également à l'apprentissage des valeurs, des normes et des rôles sociaux, d'une manière qui peut soit prolonger, soit contredire la socialisation familiale. En s’intéressant aux figures d’engagement juvénile, une étude suisse met en évidence le rôle socialisateur des clubs sportifs de proximité. Toutes ces instances de socialisation agissent de manière différenciée (par imitation, inculcation…).

### Des modalités diverses
Les modalités de cet apprentissage, qui transforme progressivement un nouveau-né en être social, sont multiples.
Selon les époques, le genre, la classe sociale, la culture et civilisation, divers types de marques physiques (du tatouage au costume en passant par l'apprentissage de postures), et de rituels de passage ou d'initiation ont contribué ou contribuent encore à la socialisation.
Au sein de la famille et du groupe, l'éducation, parentale ou scolaire notamment joue un rôle majeur pour la socialisation : l'éducation est une entreprise consciente et explicite de transmission de valeurs et de normes, qui contribue donc fortement à la socialisation. Et si celle-ci inclut le travail éducatif, elle ne s'y réduit pas. En effet, l'apprentissage des normes et des rôles est également le résultat d'un contrôle social quotidien et répété : la vie en société expose sans cesse l'individu à des jugements de conformité, et aux sanctions — positives ou négatives — qui en découlent, du sarcasme aux amendes, en passant par les remises de peine et les compliments.
Les institutions éducatives n'ont donc pas le monopole de la socialisation.
La socialisation passe aussi par des transmissions inconscientes (inconscientes pour l'individu à socialiser, mais aussi et surtout pour les individus qui le socialisent). Ainsi, lorsque des parents offrent une poupée à leur fille pour Noël, ou si les enseignants donnent plus fréquemment la parole, en classe, aux garçons, ce n'est pas pour perpétuer les stéréotypes de genre, mais ils y contribuent, à leur insu.
L'individu contribue aussi à se socialiser, via des efforts cognitifs par lesquels il cherche, dès son plus jeune âge, à décoder les signes qu'il reçoit et à en émettre. La langue, les mythes fondateurs, contes et légendes sont tissés de normes et de rôles implicites qui se glissent dans les schèmes cognitifs de l'individu à mesure qu'il apprend à parler, chanter, lire. L'asymétrie des genres grammaticaux, par exemple, n'est sans doute pas sans effet sur la construction des genres sociaux. Autrement dit, l'individu parlant se socialise via le langage, à son insu.
On pourrait allonger sans fin la liste des modalités de la socialisation (imitation, identification, généralisation, etc.), aussi diverse que les multiples influences que les individus, en société, exercent les uns sur les autres.

### Des socialisations différenciées
Si la socialisation fournit aux individus des schémas culturels partagés, elle contribue également, indissociablement, à les différencier. Cette différenciation est double :

#### Socialisation de groupe
Les individus reçoivent des socialisations différentes selon leur groupe d'appartenance. Une société n'est pas un ensemble homogène : elle est constituée de groupes sociaux distincts, dotés d'une culture (en partie) propre, transmise lors de la socialisation primaire. 
Conséquence : lorsqu'elle a lieu, la mobilité sociale est un processus d'acculturation, plus ou moins aisé. C'est ce que montre l'exemple classique, analysé par Richard Hoggart, d'un garçon boursier, tiraillé entre les codes de l'école, où il côtoie des jeunes gens issus de milieux sociaux plus aisés que le sien, et la culture populaire de sa famille. C'est également l'un des ressorts de la « double absence » (Abdelmalek Sayad) vécue par les individus qui ont émigré : tenus pour étrangers dans leur société d'accueil, ils le sont aussi quand ils retournent dans leur société d'origine. C'est également le sens du phénomène de « socialisation anticipatrice » (Robert K. Merton), lorsqu'un individu épouse par avance les normes, non pas de son groupe primaire, mais d'un groupe de référence qu'il aspire à rejoindre. Le groupe social auquel l'individu appartient est aussi déterminant pour la socialisation politique.

#### Socialisation de genre
La socialisation diffère selon le sexe. C'est l'un des aspects les plus puissants de la socialisation que de transformer une différence biologique (le sexe) en une différence sociale (le genre) : « On ne naît pas femme : on le devient », écrivait Simone de Beauvoir, dans Le Deuxième Sexe. Non seulement orientées par une différence génétique, les identités masculines et féminines sont aussi des constructions sociales, produites par la socialisation primaire, et confortées par la socialisation secondaire, à l'école, dans le couple, et au travail : les oppositions sexuées sont plus fortes à la sortie du système scolaire qu'à l'entrée ; elles induisent un partage des tâches domestiques et parentales au sein du couple très inégalitaire ; celles-ci pèsent sur le taux d'activité, le temps de travail et la carrière des femmes — donc sur leur rémunération.

##### Facteurs de la socialisation de genre
L’éducation sexuelle et/ou sentimentale joue un rôle crucial dans la construction du genre. En effet, la manière dont les individus apprendront à exprimer leurs sentiments et à s’investir dans une relation tire son origine, entre autres, de la socialisation primaire. On observe d’ailleurs une « reproduction des rapports sociaux de sexe » via les rapports d’éducation parents-enfants. Ditier fait ressortir que les femmes sont souvent socialisées de sorte que la charge du travail affectif et émotif dans le couple et dans la famille leur soit attribuée. C’est donc ce qui sera enseigné à la jeune fille. Parallèlement, le jeune garçon apprendra de ses parents que l’amour et la sentimentalité sont des concepts féminins. Ditier ajoute que le faible engagement du père vis-à-vis des amours de ses enfants « [leur confirme] le sexe résolument féminin de l’amour […] légitimant ainsi la mise à l’index de cette thématique en raison de leur statut […] de garçon. »
Cette approche genrée des sentiments se répercute négativement sur la capacité des hommes à exprimer leurs émotions. Une corrélation inconsciente a été établie entre la socialisation différenciée et la détresse psychologique chez ceux-ci. Des chercheurs soulignent que « la construction des rôles de genre stéréotypés associés à la masculinité aurait une influence sur le développement de quelques problèmes sociaux, notamment la violence, la toxicomanie et le suicide. »
Les jouets en sont également un vecteur central. Dès le plus jeune âge, les stéréotypes de genre se manifestent dans les comportements de jeu des enfants. Il a été observé que dès 18 mois les enfants ont acquis des connaissances sur la catégorisation des sexes. Ils comprennent dès lors que certains jouets sont attribués aux filles, d’autres aux garçons et qu’une minorité sont dits neutres. 
Le corps est utilisé comme support à la socialisation différenciée. L’identité d’une personne se construit de manière intime (« l’être individuel »), mais aussi de manière sociale (« l’être social »). Or, des auteurs suggèrent qu’il faut unir ces deux identités afin de s’intégrer à sa société. Le corps agit comme « miroir social », il « permet d’être classifié socialement ». Le processus de socialisation par le corps indique aux individus qu’ils doivent agir et se présenter « en conformité avec les attentes sociales relatives à [leur] sexe biologique. »
Lamb et Duquet font ressortir de cette thématique une hypersexualisation du corps, notamment celui de la jeune fille. Dès leur plus jeune âge, les fillettes se font bombardées d’images érotisées de la femme. Que ce soit à travers les jouets (Barbies, poupées Bratz), les vêtements ou les publicités, le corps de la femme est objectifié et sexualisé.

## Les effets
Processus décisif pour la construction de l'individu comme être social, la socialisation fait débat entre la sociologie et la psychologie, et entre les différents courants de la sociologie. Ce débat porte à la fois sur les effets de la socialisation et sur la marge de manœuvre qu'elle laisse à l'individu.

### La production d'un habitus
La première approche est celle qui court d'Émile Durkheim à Pierre Bourdieu : conçue comme un processus d'intériorisation du social, la socialisation produit des dispositions durables et contribue à la reproduction de l'ordre social.
Dans l'approche durkheimienne, la socialisation est un processus par lequel la société attire à elle l'individu, à travers l'apprentissage méthodique de règles et de normes par les jeunes générations ; elle favorise et renforce l'homogénéité de la société. D'où l'importance accordée par Durkheim à l'école, à qui il assigne la mission de forger des individus à la fois autonomes et socialisés : l'autonomie individuelle n'est compatible avec la cohésion sociale qu'au terme d'une intériorisation des normes.
Dans une optique bourdieusienne, la socialisation consiste également en un processus d'intériorisation par l'individu des manières de faire et de penser propres à son groupe primaire : elle produit un habitus, c'est-à-dire un ensemble de dispositions profondément incorporées, qui orienteront durablement les pratiques, les goûts, les choix, les aspirations des individus. Elle contribue ainsi à la reproduction sociale, d'autant qu'elle transmet d'une génération à l'autre, de manière active ou par imprégnation, un capital culturel (manières de parler, goûts, connaissances, etc.) à la fois très inégal selon les groupes sociaux, et décisif pour la réussite scolaire – donc sociale – des individus.

### Une suite d'interactions
Dans les approches précédentes, la socialisation est conçue comme un processus par lequel la société fait l'individu. D'autres approches la conçoivent au contraire comme une suite d'interactions au cours de laquelle, également, l'individu fait la société. La divergence avec les approches précédentes est double :
- D'une part, la socialisation n'est pas exclusivement un processus unidirectionnel. Les interactions sont des actions réciproques porteuses d'influences mutuelles entre les êtres sociaux. À la faveur de ces interactions se construisent, se confortent, se défont et se reconfigurent des manières d'être ensemble, des modes de coexistence, mais aussi des systèmes d'attitudes. La socialisation apparaît donc comme un processus d'interaction entre un individu et son environnement. Il existe des phénomènes de socialisation réciproque entre générations, par exemple entre enfants, parents et grands-parents, les enfants initiant souvent les parents à l'informatique ou aux cultures récentes.
- D'autre part, les normes sont moins intériorisées qu'interprétées. C'est le cœur de l'analyse de Jean Piaget sur l'éducation et la socialisation des enfants. Il pense que les individus sont actifs dans leur socialisation, qu'ils y participent, qu'ils interprètent – et à l'occasion rejettent – en fonction de leur expérience les normes et les valeurs qu'on leur transmet, ce qui contribue à les faire évoluer et favorise le changement social. C'est ainsi que l'on constate que les enfants n'ont jamais tout à fait les mêmes croyances, les mêmes valeurs et les mêmes manières de vivre que leurs parents.

## Des trajectoires individuelles improbables
Le processus de socialisation n'enferme pas toujours les individus, on voit parfois apparaître des trajectoires improbables (trajectoire qui s'éloigne des trajectoires statistiquement les plus fréquentes).
Cela peut s'expliquer par différents phénomènes sociaux :
- une socialisation anticipatrice: les individus voulant intégrer un groupe de référence intègre les normes et les valeurs de ce groupe ce qui peut amener à ces trajectoires improbables
- une pluralité d'influences socialisatrices rencontrées: pour les trajectoires ascendantes, le rôle de l'école qui va révéler les capacités, la présence d'un suivi du travail des parents, la rencontre d'association… Du côté des trajectoires descendantes, de mauvaises fréquentations (groupe de pairs), la configuration familiale (divorce notamment) peuvent être des causes de trajectoires improbables.

Ainsi, un individu est unique car il est le fruit d'une multitude d'influence. ces trajectoires sont cependant rares et correspondent à des réussites paradoxales (personnes qui ont des niveaux scolaire, économiques et sociaux très modeste puisse réussir dans la société) ou au contraire des échecs paradoxaux.